# Naturschutzgebiet Sprockfitz
Koordinaten: 53° 20′ 56,4″ N, 13° 24′ 32,4″ O
Das Naturschutzgebiet Sprockfitz ist ein Naturschutzgebiet in Mecklenburg-Vorpommern. Es umfasst den im Wasserstand stark schwankenden See Sprockfitz und angrenzende Waldbereiche. Das unmittelbar östlich der Landstraße 34 liegende Naturschutzgebiet wurde am 9. Januar 1957 mit einer Größe von 27 Hektar ausgewiesen. Umliegende Orte sind die südöstlich gelegene Stadt Feldberg sowie das nördlich gelegene Weitendorf.

## Geschichte

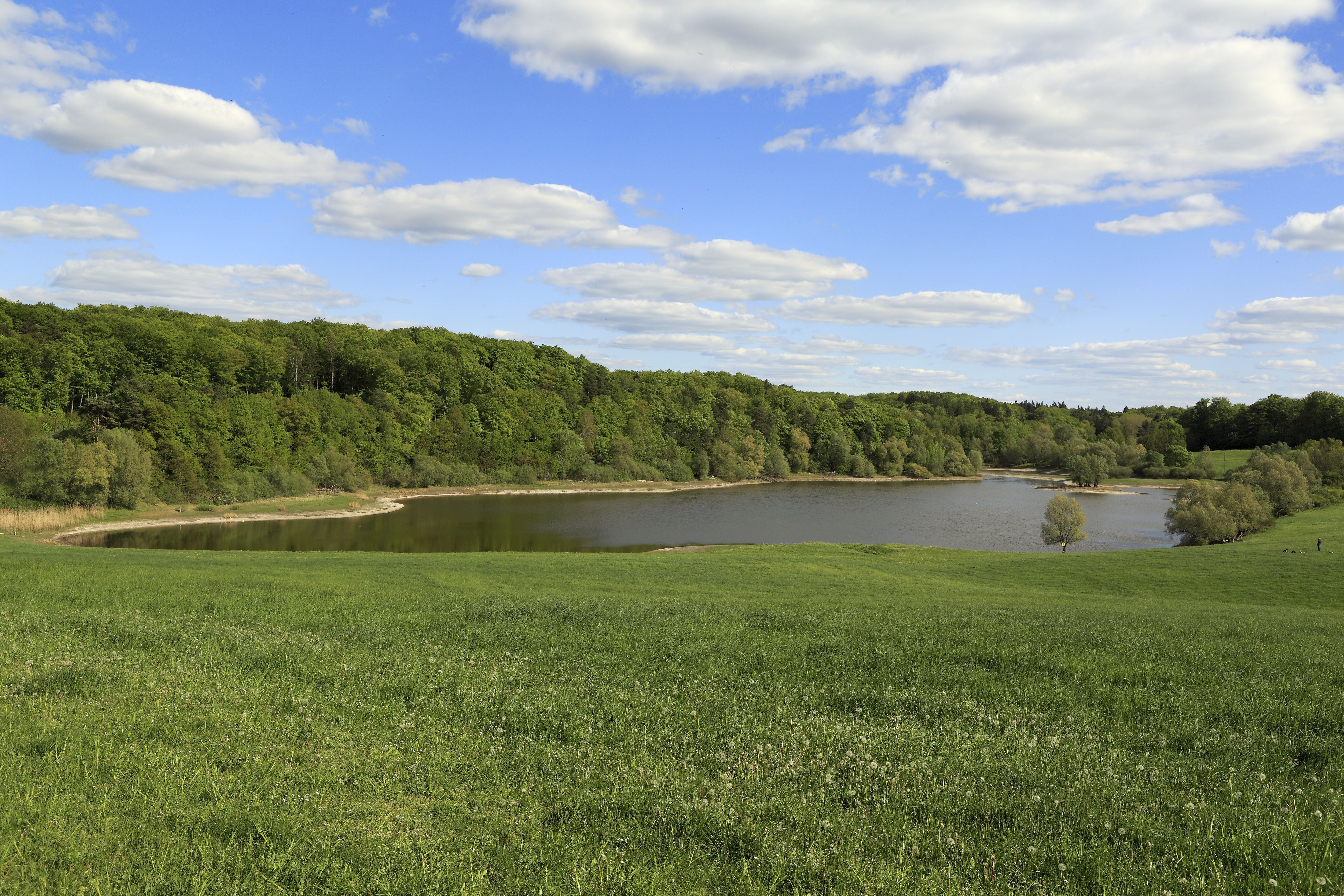
Blick über den See Sprockfitz

Durch die Gletscher der letzten Eiszeit wurde eine tiefe Rinne ausgeschürft, in der heute Sprockfitz, Hechtsee, Weitendorfer Haussee und Cantnitzer See liegen. Die Rinne verlandete und die genannten Seen blieben als Reste zurück.
Noch in der Karte von Tilemann Stella aus dem Jahr 1578 sind die umliegenden Bereiche des Sprockfitz bewaldet, während sich nördlich bei Weitendorf waldfreie Stellen zeigen. Bereits Ende des 18. Jahrhunderts ist die noch heute vorhandene Wald-/Offenlandverteilung anzutreffen, wie die Schmettausche Karte zeigt. Die südlichen Flächen des heutigen Schutzgebiets sind somit seit dem Ende der Eiszeit bewaldet.
In den 1970er Jahren wurden die umliegenden Acker- und Grünlandflächen umfassend melioriert und mit Drainagen durchzogen, die in die Sprockfitz entwässerten, was sich nachteilig auf die Wasserqualität auswirkte.

## Heute
Der aktuelle Gebietszustand wird als befriedigend eingestuft. Durch das Einleiten von Drainagewasser aus umliegenden Ackerflächen ist das Seewasser mit Nährstoffen angereichert (Eutrophierung). Die Waldbereiche werden nur eingeschränkt forstwirtschaftlich genutzt.
Das Naturschutzgebiet befindet sich im Naturpark Feldberger Seenlandschaft und ist nach EU-Recht als FFH-Gebiet und Vogelschutzgebiet eingestuft. Bis auf einen westlich gelegenen Wanderweg ist kein Betreten der Flächen möglich.

## Pflanzen- und Tierwelt
Durch die starken periodischen Wasserstandsänderungen ändert sich die Flächenausdehnung des Sees. Belegt sind Schwankungen der Seefläche von 4 bis 24 Hektar. Zeitweilig trocken fallende Uferbänke werden von Rasen aus Zwerg-Binse, Zypergras und Schild-Ehrenpreis besiedelt. Kriechrasen mit Sumpf-Ruhrkraut und Zwerg-Filzkraut breitet sich aus. Die Vegetation des ursprünglich nährstoffarmen Sees ist heute weitgehend verschwunden. Im Nordteil des Sees finden sich Bestandsreste von Armleuchteralgen und Gras-Laichkraut.
Gebüsche aus Silber-Weiden und Erlen säumen den Seerand. 
Der vorhandene Altholzbestand im Südteil des Gebiets bietet Schwarzspecht, Hohltaube und Zwergschnäpper Lebensraum. Auf den trocken fallenden Ufern wurden brütende Flussregenpfeifer beobachtet. Der Fischotter lebt im Gebiet.